# 厚見村茜部村組合立厚茜中学校
厚見村茜部村組合立厚茜中学校（あつみむらあかなべむらくみあいりつ こうせんちゅうがっこう）は、かつて岐阜県稲葉郡厚見村（現・岐阜市）にあった公立中学校。

## 概要
- 厚見村と茜部村の組合立の中学校であり、校区は厚見村と茜部村であり、厚見小学校と茜部小学校の児童が進学した。
- 1950年、羽島郡八剣村の八剣中学校と統合。厚八中学校の新設により廃校。

## 沿革
- 1947年（昭和25年）4月1日 - 稲葉郡厚見村と茜部村で学校組合を結成。厚見村茜部村組合立厚茜中学校として開校。統合校舎は無く、厚見村立厚見小学校に厚見教室、茜部村立茜部小学校の茜部教室を設置。校長室は厚見教室に設置された。
- 1950年（昭和25年）8月14日 - 羽島郡八剣村の八剣中学校と統合。厚八中学校の新設により廃校。